# 锐齿蟳
锐齿蟳（学名：Charybdis acuta）为梭子蟹科蟳属的动物。分布于日本以及中国大陆的广东、福建等地，生活环境为海水，多栖息于近岸水深10-20米的水草中。其生存的海拔范围为-20至-10米。